# 天使長米迦勒教堂 (華沙)

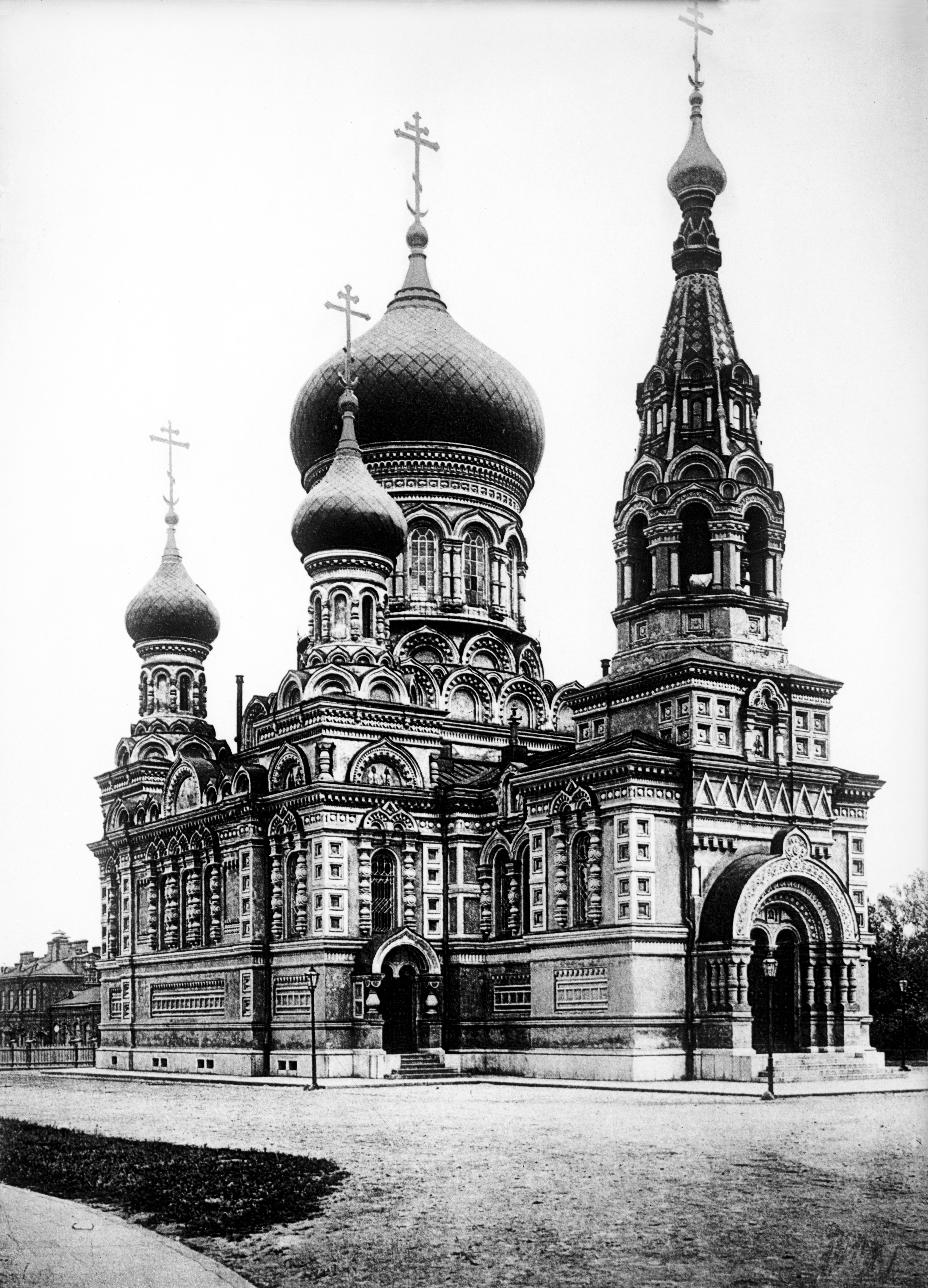

天使長米迦勒教堂（Church of the Archangel Michael in Warsaw）是位於波蘭首都華沙的一座俄羅斯東正教教堂。

## 历史
修建於1890年代。1923年，由於獨立的波蘭第二共和國認為東正教是俄羅斯的象徵，該教堂被拆除。教堂擁有五個洋蔥狀圓頂。